# Bob Armstrong (cầu thủ bóng đá Anh)
John Robert Armstrong (1 tháng 7 năm 1938 – tháng 9 năm 2014) là một cầu thủ bóng đá người Anh thi đấu ở vị trí tiền đạo ở Football League cho Darlington và ở bóng đá non-league cho Horden Colliery Welfare.